# Crocchè
I crocchè  (dal francese croquette), chiamati anche cazzilli nel palermitano e panzarotti in Campania, sono un piatto tipico della cucina dell'Italia meridionale; sono molto diffusi nelle regioni di Campania, dove sono inseriti nell'elenco dei prodotti agroalimentari tradizionali campani, e Sicilia, qui inseriti nell'elenco dei prodotti agroalimentari tradizionali siciliani, ma anche in Calabria e Puglia. 
La ricetta è una variante delle crocchette di patate, originarie della Francia e diffuse in tutto il mondo.

## Preparazione
Preparare un impasto schiacciando delle patate bollite e sbucciate (a volte viene messa della fecola di patate) e aggiungendo uova, formaggio grattugiato, prezzemolo, sale e pepe o altri condimenti a scelta; il tutto deve essere molto compatto. Ricavare piccole porzioni dall'impasto e modellarle con i palmi delle mani fino a dargli la forma di un cilindro. Bagnare le crocchette in dell'uovo sbattuto e poi impanarle nel pangrattato. Procedere friggendo i crocchè fino a doratura in olio ben caldo e successivamente scolandoli su carta assorbente per togliere l'olio in eccesso.
Le crocchette possono anche essere farcite aggiungendo fior di latte e salumi tagliati a strisce al loro interno prima di modellarle.
La versione palermitana prevede solo purea di patate (quelle vecchie, che contengono più amido), sale, pepe e della menta nell'impasto e viene fritta senza alcuna panatura. Sono spesso mangiate insieme alle panelle.
In Campania, oltre che una preparazione casalinga, sono anche un tipico cibo da strada che in questo caso offre spesso una versione meno ricca e talvolta di dimensione ridotta non contemplando la presenza dei latticini e dei salumi. Si possono acquistare in molte friggitorie, dove vengono tradizionalmente serviti in un apposito contenitore di carta a forma di cono detto "cuoppo" che, nella sua versione "di terra", prevede diversi tipi di fritturine tra cui: pastacresciute, sciurilli, scagliozzi, melanzane e/o altre verdure fritte (a pullastiello), palle di riso (piccoli arancini) e molto altro.